# Herrera (Entre Ríos)
Herrera é um município da província de Entre Ríos, na Argentina. Possui 2.500 habitantes.

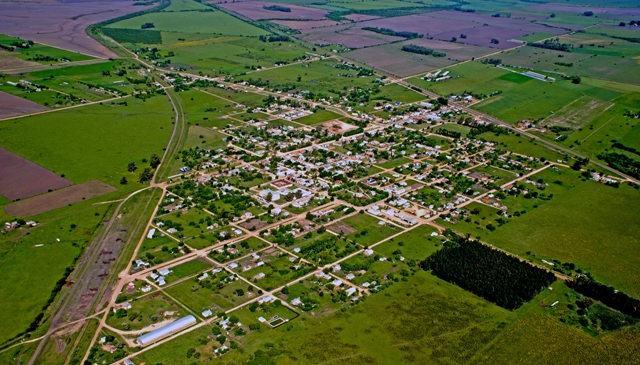
Vista aérea de Herrera em 2011.